# Jaume Cuéllar
Jaume Albert Cuéllar Mendoza (Granollers, 23 agosto 2001) è un calciatore spagnolo naturalizzato boliviano, attaccante dell'Arenteiro e della nazionale boliviana.

## Caratteristiche tecniche
È un'ala sinistra che può essere impiegata anche sulla fascia opposta.

## Carriera

### Club
Nato in Spagna da genitori boliviani, cresce nel settore giovanile del Barcellona dove milita dal 2012 al 2017. Acquistato dalla SPAL, debutta fra i professionisti il 4 dicembre 2019 rimpiazzando Sergio Floccari nei minuti finali dell'incontro di Coppa Italia vinto 5-1 contro il Lecce; il 22 luglio debutta in Serie A subentrando nella ripresa del match perso 6-1 contro la Roma.
Il 4 agosto 2021 viene acquistato dal Lugo.

### Nazionale
Ha giocato nelle nazionali giovanili boliviane Under-17 ed Under-20.
Il 4 ottobre 2020 riceve la prima convocazione da parte della nazionale maggiore boliviana in vista dei match di qualificazione per i mondiali 2022 contro Brasile e Argentina dove però non viene utilizzato. L'11 giugno 2021 viene incluso nella lista di convocati per la Copa América e quattro giorni più tardi debutta giocando da titolare il match perso 3-1 contro il Paraguay dove viene espulso per somma di ammonizioni sul finire del primo tempo.

## Statistiche

### Presenze e reti nei club
Statistiche aggiornate al 17 febbraio 2023.
| Stagione        | Squadra         | Campionato      | Campionato | Campionato | Coppe nazionali | Coppe nazionali | Coppe nazionali | Coppe continentali | Coppe continentali | Coppe continentali | Altre coppe | Altre coppe | Altre coppe | Totale | Totale | Totale |
| Stagione        | Squadra         | Comp            | Pres       | Reti       | Comp            | Pres            | Reti            | Comp               | Pres               | Reti               | Comp        | Pres        | Reti        | Pres   | Reti   |        |
| --------------- | --------------- | --------------- | ---------- | ---------- | --------------- | --------------- | --------------- | ------------------ | ------------------ | ------------------ | ----------- | ----------- | ----------- | ------ | ------ | ------ |
| 2019-2020       | SPAL            | A               | 2          | 0          | CI              | 1               | 0               |                    | -                  | -                  |             | -           | -           | 3      | 0      |        |
| 2020-2021       | SPAL            | B               | 0          | 0          | CI              | 0               | 0               |                    | -                  | -                  |             | -           | -           | 0      | 0      |        |
| Totale SPAL     | Totale SPAL     | Totale SPAL     | 2          | 0          |                 | 1               | 0               |                    | -                  | -                  |             | -           | -           | 3      | 0      |        |
| 2021-2022       | Lugo            | SD              | 34         | 2          | CR              | 1               | 0               | -                  | -                  | -                  | -           | -           | -           | 35     | 2      |        |
| 2022-2023       | Lugo            | SD              | 27         | 2          | CR              | 0               | 0               | -                  | -                  | -                  | -           | -           | -           | 27     | 2      |        |
| Totale Lugo     | Totale Lugo     | Totale Lugo     | 61         | 4          |                 | 1               | 0               |                    | -                  | -                  |             | -           | -           | 62     | 4      |        |
| Totale carriera | Totale carriera | Totale carriera | 63         | 4          |                 | 2               | 0               |                    | -                  | -                  |             | -           | -           | 65     | 4      |        |

### Cronologia presenze e reti in nazionale
| Cronologia completa delle presenze e delle reti in nazionale ― Bolivia | Cronologia completa delle presenze e delle reti in nazionale ― Bolivia | Cronologia completa delle presenze e delle reti in nazionale ― Bolivia | Cronologia completa delle presenze e delle reti in nazionale ― Bolivia | Cronologia completa delle presenze e delle reti in nazionale ― Bolivia | Cronologia completa delle presenze e delle reti in nazionale ― Bolivia | Cronologia completa delle presenze e delle reti in nazionale ― Bolivia | Cronologia completa delle presenze e delle reti in nazionale ― Bolivia |
| Data                                                                   | Città                                                                  | In casa                                                                | Risultato                                                              | Ospiti                                                                 | Competizione                                                           | Reti                                                                   | Note                                                                   |
| ---------------------------------------------------------------------- | ---------------------------------------------------------------------- | ---------------------------------------------------------------------- | ---------------------------------------------------------------------- | ---------------------------------------------------------------------- | ---------------------------------------------------------------------- | ---------------------------------------------------------------------- | ---------------------------------------------------------------------- |
| 15-6-2021                                                              | Goiânia                                                                | Paraguay                                                               | 3 – 1                                                                  | Bolivia                                                                | Coppa America 2021 - 1º turno                                          | -                                                                      | 38’, 45+9’                                                             |
| 24-3-2022                                                              | Barranquilla                                                           | Colombia                                                               | 3 – 0                                                                  | Bolivia                                                                | Qual. Mondiali 2022                                                    | -                                                                      | 58’                                                                    |
| 24-9-2022                                                              | Orléans                                                                | Bolivia                                                                | 0 – 2                                                                  | Senegal                                                                | Amichevole                                                             | -                                                                      | 63’                                                                    |
| 24-3-2023                                                              | Gedda                                                                  | Uzbekistan                                                             | 1 – 0                                                                  | Bolivia                                                                | Amichevole                                                             | -                                                                      | 51’                                                                    |
| 27-8-2023                                                              | Cochabamba                                                             | Bolivia                                                                | 1 – 2                                                                  | Panama                                                                 | Amichevole                                                             | -                                                                      | 63’                                                                    |
| 8-9-2023                                                               | Belém                                                                  | Brasile                                                                | 5 – 1                                                                  | Bolivia                                                                | Qual. Mondiali 2026                                                    | -                                                                      | 76’                                                                    |
| 22-3-2024                                                              | Baraki                                                                 | Algeria                                                                | 3 – 2                                                                  | Bolivia                                                                | Amichevole                                                             | -                                                                      | 57’ 68’                                                                |
| 25-3-2024                                                              | Annaba                                                                 | Bolivia                                                                | 1 – 0                                                                  | Andorra                                                                | Amichevole                                                             | -                                                                      | 64’                                                                    |
| 12-6-2024                                                              | Chester                                                                | Ecuador                                                                | 3 – 1                                                                  | Bolivia                                                                | Amichevole                                                             | -                                                                      | 72’                                                                    |
| 27-6-2024                                                              | East Rutherford                                                        | Uruguay                                                                | 5 – 0                                                                  | Bolivia                                                                | Coppa America 2024 - 1º turno                                          | -                                                                      | 74’                                                                    |
| Totale                                                                 |                                                                        | Presenze                                                               | 10                                                                     |                                                                        | Reti                                                                   | 0                                                                      |                                                                        |